# Brent Central
Circonscription parlementaire de la Chambre des communes
La circonscription de Brent Central est une circonscription électorale anglaise située dans le Grand Londres, et représentée à la Chambre des communes du Parlement du Royaume-Uni.

## Géographie
La circonscription comprend :
- Une partie du borough londonien de Brent
  - Les wards des Dollis Hill, Harlesden, Kensal Green, Mapesbury, Stonebridge, Tokyngton et Willesden

## Députés
| Législature                                                   | Années      | Député | Député        | Parti             |
| ------------------------------------------------------------- | ----------- | ------ | ------------- | ----------------- |
| Brent Central issue de Brent East, Brent South et Brent North |             |        |               |                   |
| 55e                                                           | 2010–2015   |        | Sarah Teather | Libéral-démocrate |
| 56e                                                           | 2015–2017   |        | Dawn Butler   | Travailliste      |
| 57e                                                           | 2017-2019   |        | Dawn Butler   | Travailliste      |
| 58e                                                           | Depuis 2019 |        | Dawn Butler   | Travailliste      |

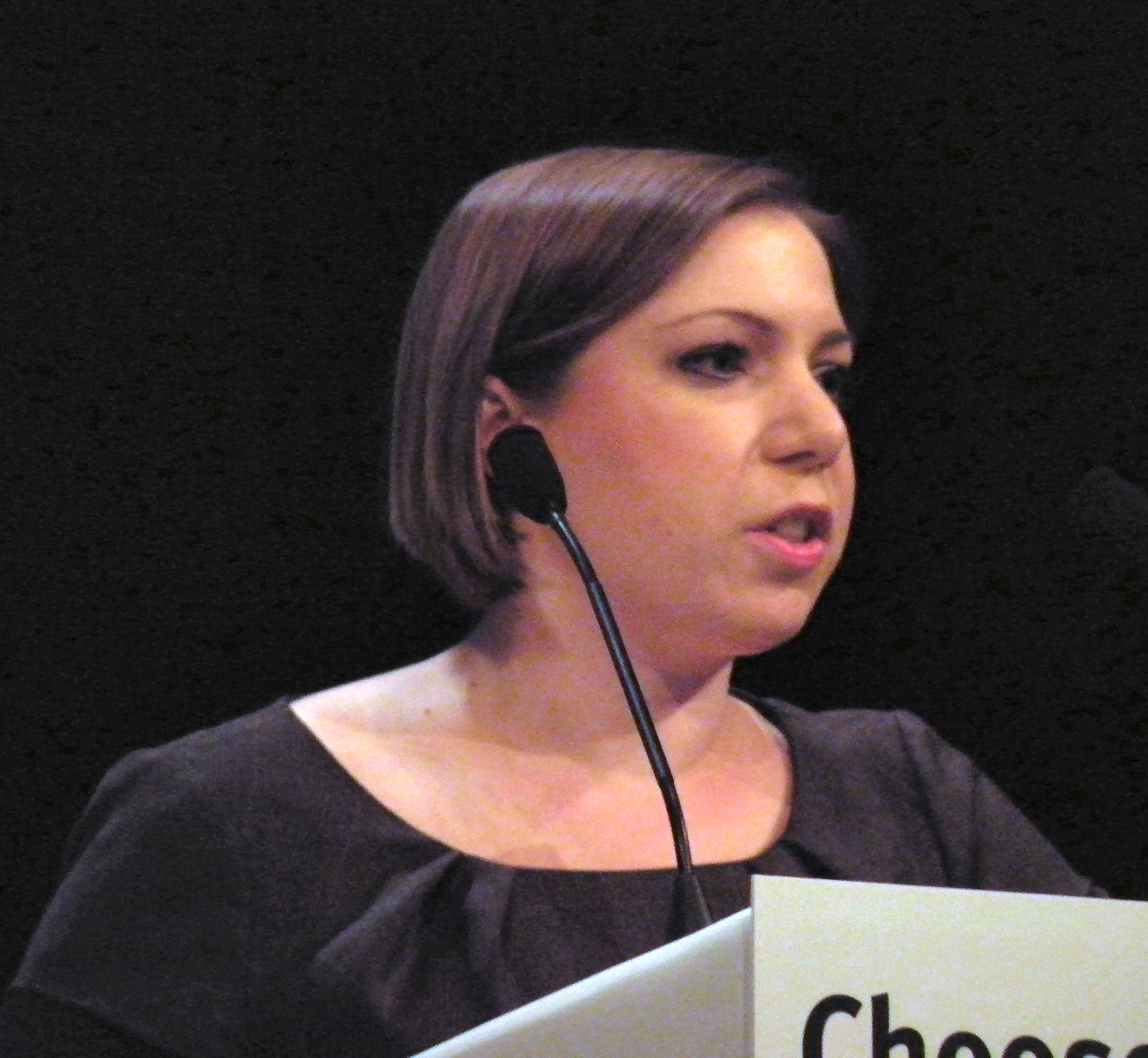
Sarah Teather (2010-2015).
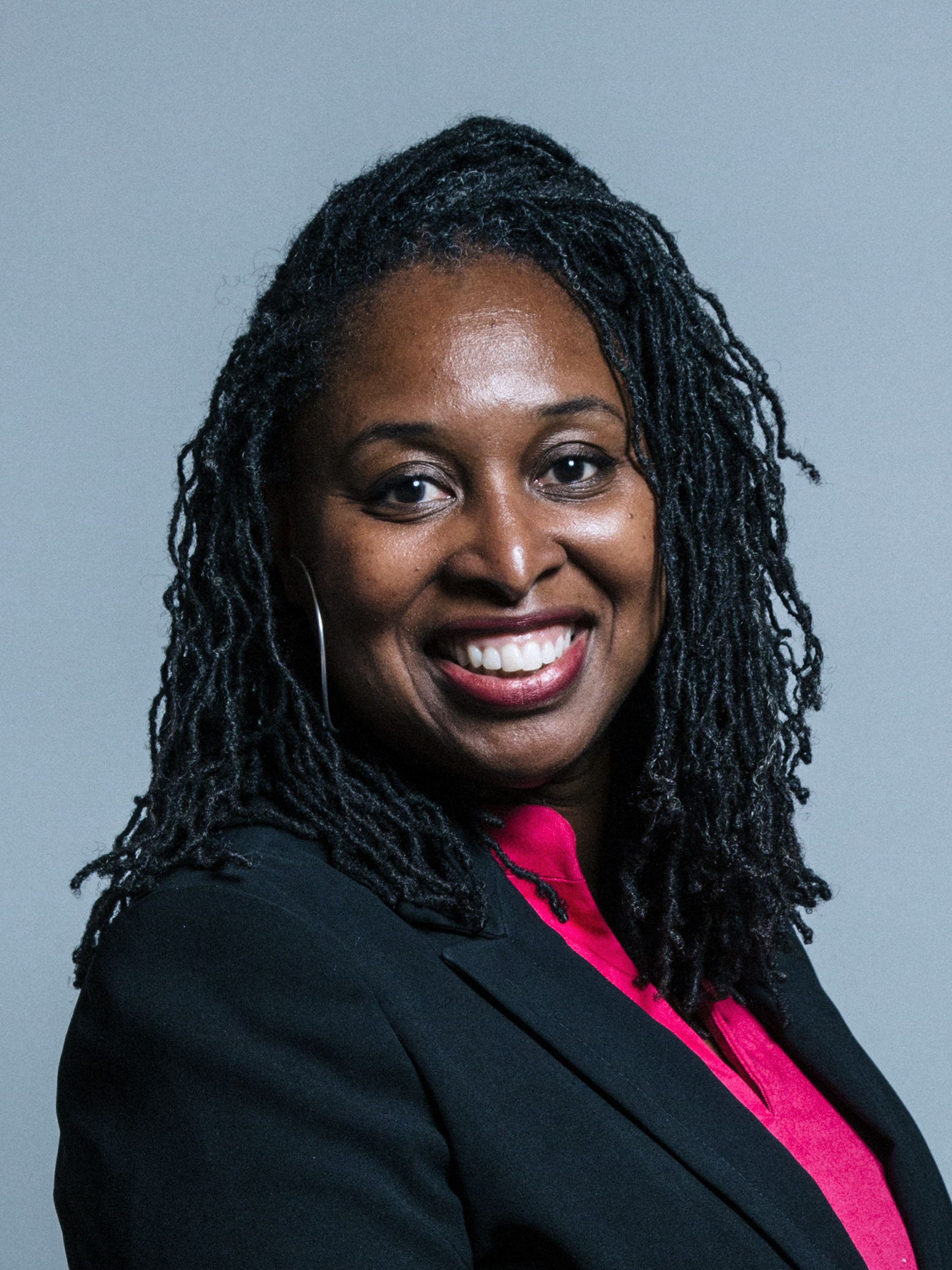
Dawn Butler (depuis 2015).